# ペイル・コクーン
『ペイル・コクーン』（PALE COCOON）は、吉浦康裕監督の短編アニメーション作品。吉浦が原案、脚本、制作を担当し、共同制作はディレクションズ。2005年に発表された。

## 概要
吉浦康裕にとって、商品展開することを前提に作った初の商業作品であり、最後の個人制作アニメーションでもある。
本作を作っていた頃にちょうど同じ個人制作の新海誠の『ほしのこえ』が公開され、それを観てかなり影響を受け、参考にした部分がある。作家として、自分が考えていた以上に商業ベースにやらないとダメだと思い至り、アート系のノリで作って実験作的だった前作『水のコトバ』に対し、商業アニメを意識して作ることにしたという。また『ほしのこえ』も本作と同じ20分程度の長さだが、まるで全編予告編のような壮大な話になっており、吉浦は「閉じた世界のちょっと小粒な作品」ではなく、自分が好きなSFのジャンルで20分の尺なりに壮大な、一本筋の通ったストーリー物を作ろうと思った。

## あらすじ
地球は自然環境の破壊により人間の居住できない状態になっていた。そのため、人間は地下に居住の場を求め、地下に大がかりな維持装置を作り、その影響下でのみ暮らしている。
かつての地球の記録を発掘し、復元して分析を行う「記録発掘局」に勤務し、記録の復元の仕事をするウラは音声のついたある動画の記録を復元する。復元した動画に写っていたのは、歌を歌う女性の姿だった。

## 制作
2004年初頭に吉浦が絵コンテを描き始め、約1年と少しの制作期間を経て2005年に完成。音楽をムーンライダーズの岡田徹に、劇中歌の作詞をジブリアニメ『千と千尋の神隠し』主題歌「いつも何度でも」作詞者の覚和歌子に依頼している。作り方自体は「水のコトバ」と変わっておらず、映像は自分で作って声は他の人に当ててもらい、音楽と効果音も別の人にやってもらうというもの。その人脈が、大学から少しプロ寄りになっただけである。

## 公開
2006年1月18日に映像コンテンツプロダクションDIRECTIONSよりDVDを発売（販売はエイベックス・ピクチャーズ）。本編のほか、特典映像として水のコトバ（2003年製作）などを収録。
2006年に東京国際映画祭で正式招待作品として上映された。

## 登場人物
ウラ
声：中尾みち雄
「記録発掘局」に勤務し、記録の復元の仕事を行っている男性。
リコ
声：川島美菜子
「記録発掘局」に勤務している女性。ウラの同僚。
YOKO
声：小山裕香
ウラの復元した動画の中で歌っている歌手。
同僚
声：吉浦康裕

## スタッフ
- 監督、原案、脚本、制作：吉浦康裕
- プロデューサー：長江努
- 音楽プロデューサー：岡田徹
- 音響プロデューサー：荒川和彦
- 音響効果：大久保和美
- 共同制作：DIRECTIONS